# Kalinkovo
Kalinkovo (węg. Szemet) – słowacka wieś (obec), znajdująca się w kraju bratysławskim, w powiecie Senec.